# Adelgunde Vogt
Emilie Adelgunde Vogt, kallad “Frk. H.”, född 17 juli 1811 i Köpenhamn, död där 10 juni 1892, var en dansk skulptör. Hon var Danmarks första kvinnliga skulptör.

## Biografi
Adelgunde Vogt var dotter till direktören och generalkrigskommissarie Michael Johan Christian Herbst (1775–1830) och Michelle Elisabeth Christiance Charlotte Stibolt (1788–1861). Adelgunde Vogt gifte sig 1846 med chargé d’affaires Frederik Siegfried Vogt (1777–1855), med vilken hon fick två barn.

### Karriär
Sedan hennes föräldrar genom hennes teckningar upptäckt hennes begåvning, engagerades skulptören Johan Peter Heldt som hennes lärare. Hon blev 1837 elev hos skulptören Hermann Ernst Freund i Köpenhamn. Hon uppmärksammades på Charlottenborgs utställning 1838 med en häst i elfenben, och fick 1839 Neuhausens Præmie av Danska konstakademien för sin skulpturgrupp En Ko med en diende Kalv. Hon var från 1840 verksam i Bertel Thorvaldsens ateljé på Charlottenborg.
År 1843 föreslogs hon av Bertel Thorvaldsen för inval i Danska konstakademien. Eftersom kvinnor uteslöts från medlemskap gjordes hon istället till hedersmedlem. Hon fick en mecenat i kung Kristian VIII av Danmark, och kunde 1844 göra en studieresa till Italien.
Efter sitt giftermål avslutade hon sin verksamhet; hon återupptog den dock några år efter makens död 1855, och var sedan fram till sin död en flitig utställare i de regelbundna konstutställningarna på Charlottenborg.

### Konstnärskap
Adelgunde Vogt var en pionjär som skulptör på flera sätt. Kvinnliga konstnärer var vid denna tid relativt vanliga som målare, men ytterst ovanliga som skulptörer. Hon var också en pionjär i sina motiv. Vogt var främst en skulptör av djurmotiv, en genre som under denna tid var helt ny i Danmark. Hon skulpterade i elfenben och stöpte i brons, främst hundar, hästar, hjortdjur eller kor. Hon skulpterade djur både ensamma och i grupp, ibland med människor. Hon utförde också en del porträttbyster av människor.